# Thé au Népal

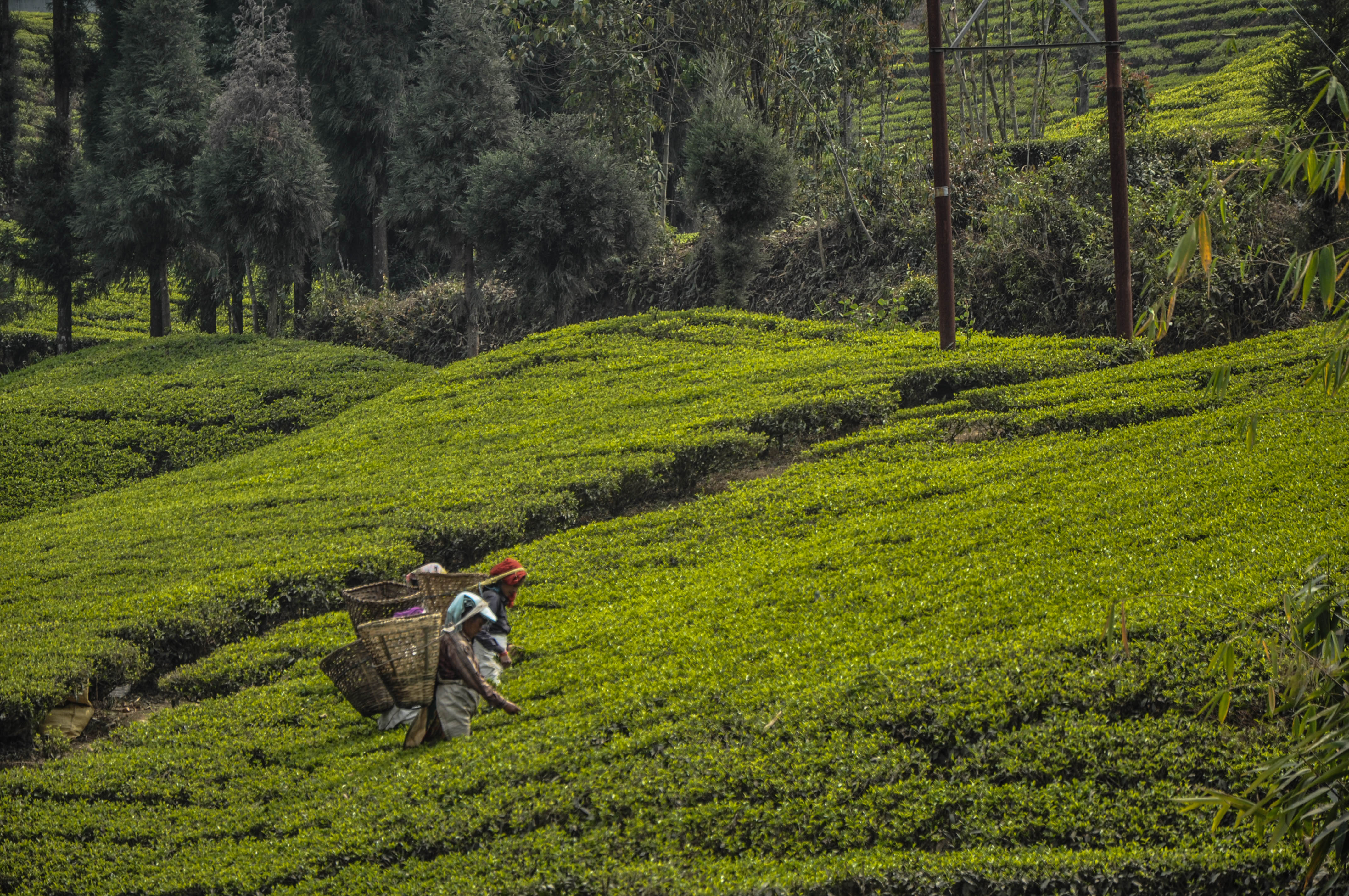
Récolte du thé, Kanyam Tea State, Ilam.

## Histoire
Deux versions existent quant à l'origine du thé au Népal. Dans la première, le premier ministre Jung Bahadur Rana reçoit en cadeau diplomatique de l'empereur de Chine des graines de théiers et ordonne au colonel Gajraj Singh Thapa (en), son beau-fils, d'établir des plantations de thé, d'abord à Ilam en 1863 puis à Thapa en 1865. Dans la seconde version, l'idée de cultiver du thé vient d'elle-même à Gajraj Singh Thapa, alors qu'il visite Darjeeling et il demande à son beau-père de lui céder des terrains,.
Les premières véritables plantations ne voient le jour qu'en 1920 : il s'agit d'Ilam et Soktim et elles font une centaine d'hectares. Jusqu'à la fin de la dynastie Rana (en), la politique népalaise est isolationniste et la culture de thé ne parvient pas à se développer.
La première manufacture date de 1960. En 1980, les cinq districts orientaux sont nommés "zones de culture du thé" par le gouvernement. Le secteur du thé est privatisé en 1997. En 2015, il comprend 85 plantations et 7 500 fermiers y travaillent.

## Production

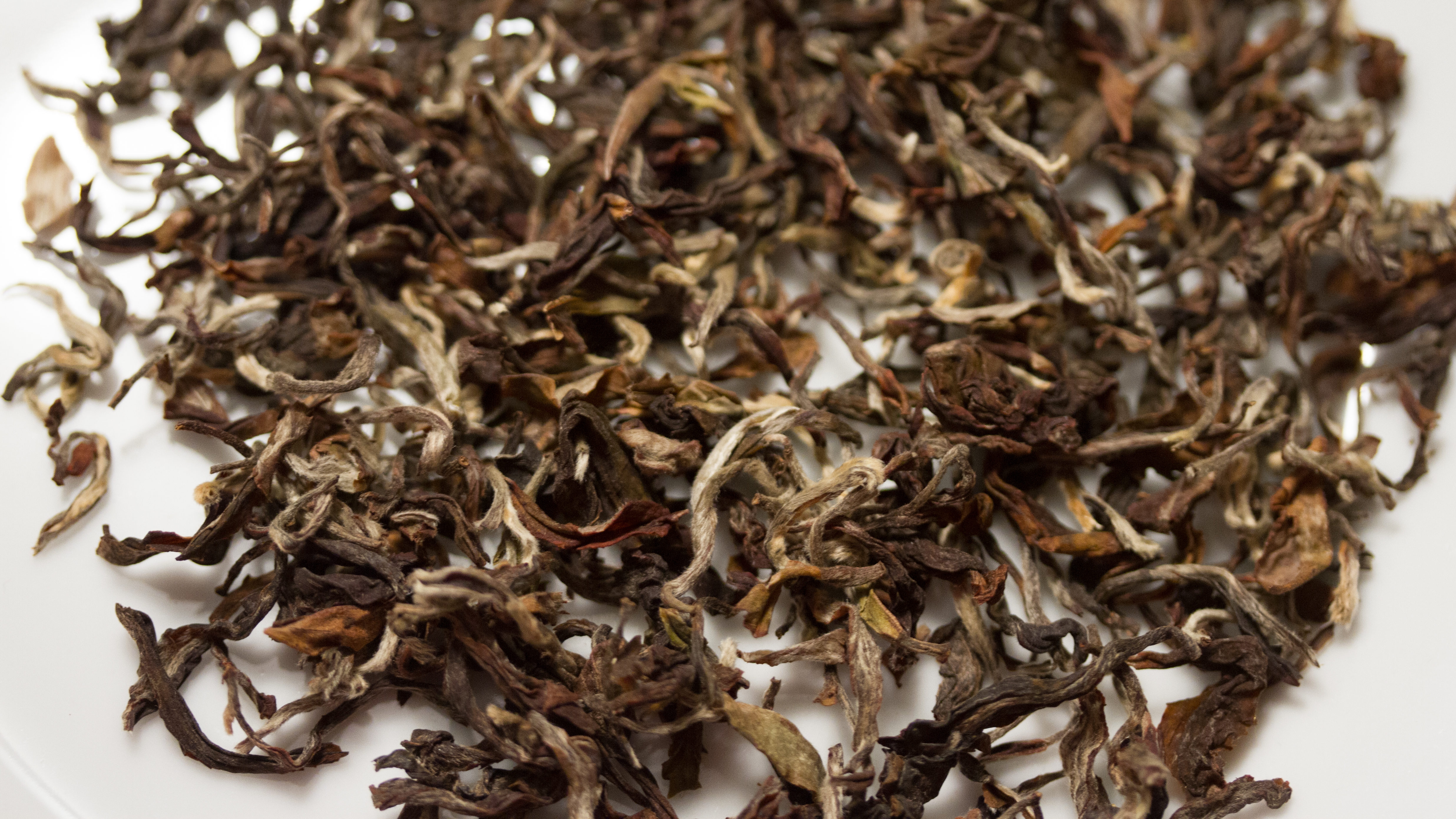
Guranse Tips G75, récolte d'été 2016.

Autour de 80 % de la production est en CTC, essentiellement autour dans le Teraï, en plaines, le reste en méthode orthodoxe. Cette production, manufacturée à Ilam, Dhankuta mais aussi en contre-bande à Darjeeling. En 2012, 18 149 hectares sont cultivés pour 18 726 tonnes de thé produit, récolté quatre fois par an : printemps, juin, après la mousson, et automne.
Au début du XXIe siècle, les thés du Népal ont mauvaises réputation en raison de l'usage important de pesticides. Pour lutter contre cela, l'Himalayan Orthodox Tea Producers Association décide en 2007 d'un programme de conversion totale à l'agriculture biologique d'ici 2012. Seulement une partie de la production passe effectivement au bio, en particulier à cause d'un faible accès au crédit bancaire permettant les investissements nécessaires à la transition vers ce mode de production.